# Café de pissenlit

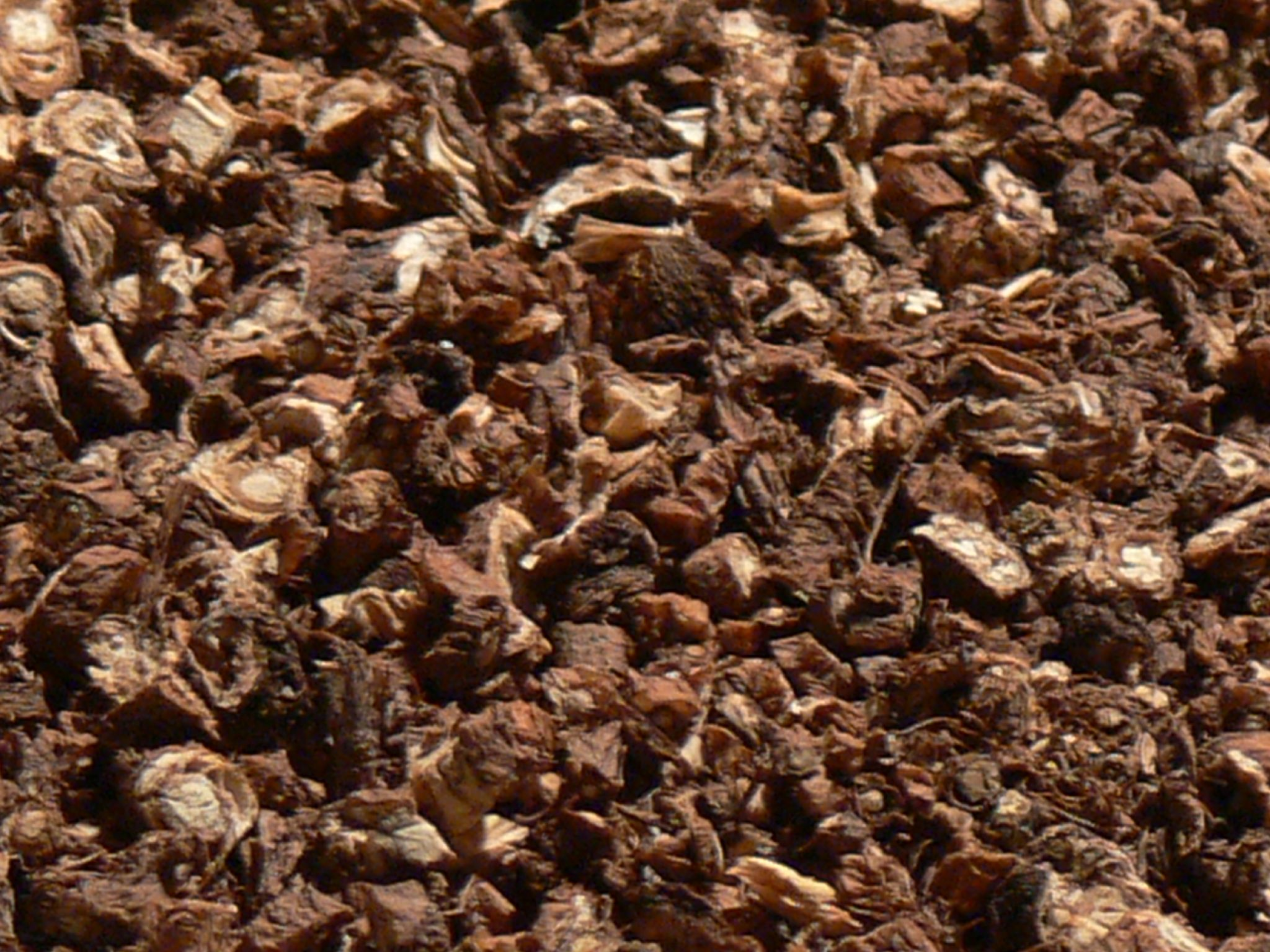
Racines de pissenlit séchées, torréfiées et broyées.

Le café de pissenlit est une infusion préparée à partir des racines du pissenlit, séchées, torréfiées et broyées. 

## Propriétés
Étant sans caféine et grâce à son goût légèrement amer et corsé, il peut remplacer le café. En outre, il est considéré comme ayant un effet diurétique et pouvant guérir les troubles digestifs.[réf. nécessaire]